# Верхняя Фёдоровка
Верхняя Фёдоровка — деревня в Молчановском районе Томской области, Россия. Входит в состав Тунгусовского сельского поселения.

## История
Основана в 1907 году. В 1926 году посёлок Фёдоровский состоял из 83 хозяйств, основное население — русские. Центр Фёдоровского сельсовета Молчановского района Томского округа Сибирского края.

## Население
| 1926 | 2002 | 2008 | 2010 | 2012 | 2013 | 2014 |
| ---- | ---- | ---- | ---- | ---- | ---- | ---- |
| 696  | ↘117 | ↘110 | ↘107 | ↘104 | ↘101 | ↗103 |
| 2015 | 2021 |      |      |      |      |      |
| ↗106 | ↘62  |      |      |      |      |      |